# Intruze (archeologie)
Intruze v archeologii je obdobou intruze geologické. Označuje archeologické prameny, které svým stářím nebo účelem neodpovídají kontextu, ve kterém se nalezly. Intruzivní materiál může být mladší i starší než tento kontext. Příkladem je nález několika fragmentů lengyelské keramiky v zásobní jámě z doby bronzové nebo zachycení zlomků cihel v zásypu hrobové jámy. 
Intruze jsou důsledkem archeologických transformací a vytváří se díky různorodým procesům. Často je jako příklad jejich vzniku udáván případ, kdy se do zahloubeného objektu (např. zásobní jámy) dostanou kromě artefaktů starých stejně jako samotný objekt i artefakty či ekofakty z okolní kulturní vrstvy. Tato kulturní vrstva, vznikající postupným ukládáním nepotřebných a zničených artefaktů v osídleném prostoru, může v případě dlouhodobého nebo opakovaného osídlení určitého místa obsahovat předměty i stovky let staré. Do mladší zásobní jámy se pak takové předměty mohou dostat jak jejím záměrným zasypáním (přičemž je použita zemina kulturní vrstvy z okolí), tak erozí nebo splachem při silném dešti. Intruze ale mohou být způsobeny i činností rostlin a hlodavců nebo nepozorností archeologa během výzkumu. 
Intruzivní předměty mohou značně komplikovat relativní datování archeologických situací. Zároveň ale mohou být cenným zdrojem poznání. To když je kulturní vrstva jediným pozůstatkem osídlení z určitého období a je později zničena například silnou erozí. Artefakty a ekofakty tohoto období se pak mohou zachovat právě jen jako intruze v objektech mladšího osídlení. Střepy lengyelské keramiky ze zásobní jámy doby bronzové tak mohou být jediným dokladem osídlení prostoru v období neolitu.